# Tin Soldier
Tin Soldier är en låt skriven av Steve Marriott och Ronnie Lane och lanserad på singel av Small Faces som de var medlemmar i. Låten skrevs ursprungligen till sångaren P.P. Arnold, men Marriott bestämde sig istället för att spela in låten själv. Inspelningen är något av en tillbakagång till gruppens mer råa R&B-ljudbild som de hade innan 1967 då singlarna "Here Come the Nice" och "Itchycoo Park" som var lätt psykedeliska släpptes. Tin Soldier blev framgångsrik i hemlandet Storbritannien och flera europeiska länder.
Låten spelades 1980 in av Marriotts senare grupp Humble Pie. Den har också spelats in av artister som The Guess Who, Todd Rundgren och Uriah Heep.

## Listplaceringar
| Lista (1967-1968) | Position               |
| ----------------- | ---------------------- |
| Australien        | 3 (Go Set)             |
| Frankrike         | 79                     |
| Nederländerna     | 4                      |
| Nya Zeeland       | 3 (NZ Listner)         |
| Schweiz           | 7                      |
| Storbritannien    | 9                      |
| Sverige           | 16 (Kvällstoppen)      |
| Sverige           | 7 (Tio i topp)         |
| USA               | 73 (Billboard Hot 100) |
| Västtyskland      | 7                      |